# Optical Disc Archive
Optical Disc Archive — технология хранения данных, представленная Sony Corporation. В качестве носителей в ODA используются картриджи, содержащие 11 оптических дисков. Оптические диски близки по конструкции к дискам Blu-ray, но не совместимы с ними.
Технология ODA была публично анонсирована 16 апреля 2012 г. в ходе ежегодной выставки NAB Show. Первый продукт с данной технологией был поставлен покупателю в феврале 2013.
Летом 2020 г. было представлено третье поколение картриджей повышенного объёма. Картриджи Generation 3 (Поколение 3) имеют ёмкость 5,5 ТБ, содержат отдельные диски ёмкостью 500 ГБ и обеспечивают скорость чтения до 375 МБ/с и скорость записи (с проверкой правильности записи) до 187,5 МБ/с.
10 марта 2014 г. Sony Corporation и Panasonic Corporation объявили о сотрудничестве в рамках производства товаров под торговой маркой Archival Disc. Носители Archival Disc будут использоваться в качестве будущих носителей Optical Disc Archive и обеспечат ёмкость не менее 6 ТБ.